# Radosław Horbik
Radosław Horbik (ur. 29 marca 1977 we Wrocławiu) – polski zapaśnik, olimpijczyk z Pekinu 2008.
Specjalista stylu wolnego. Mistrz Polski w kategorii 84 kg w latach 2005-2007 oraz wicemistrz Polski w roku 2004.
Trzykrotny uczestnik mistrzostw świata w kategorii do 84 kg w 2005 - zajął 5. miejsce, 2006 - zajął 7. miejsce, 2007 - zajął 19. miejsce.
Sześciokrotny uczestnik mistrzostw Europy w roku: 1998 - startował w kategorii 68 kg zajmując 16. miejsce, 2001 - startował w kategorii 76 kg zajmując 16. miejsce, 2002 - startował w kategorii 74 kg zajmując 15. miejsce, 2005 - startował w kategorii 84 kg zajmując 8. miejsce, 2006 - startował w kategorii 84 kg zajmując 14. miejsce, 2007 - startował w kategorii 84 kg zajmując 13. miejsce.
Na igrzyskach olimpijskich w 2008 roku odpadł w pierwszej rundzie zajmując ostatecznie 16. miejsce.
Zawodnik Grunwaldu Poznań.